# Guðrún Arnardóttir (calciatrice)
Guðrún Arnardóttir (Hafnarfjörður, 29 luglio 1995) è una calciatrice islandese, difensore del Rosengård e della nazionale islandese.

## Palmarès

### Club
- Campionato islandese femminile di seconda divisione: 1

Selfoss: 2011
- Campionato islandese: 2

Breiðablik: 2015, 2018
- Campionato svedese: 2

Rosengård: 2021, 2022
- Coppa d'Islanda: 3

Breiðablik: 2013, 2016, 2018
- Coppa di Svezia: 1

Rosengård: 2021-2022